# Município de Mifflin (condado de Ashland, Ohio)
O município de Mifflin (em inglês: Mifflin Township) é um município localizado no condado de Ashland no estado estadounidense de Ohio. No ano de 2010 tinha uma população de 1.126 habitantes e uma densidade populacional de 31,92 pessoas por km².

## Geografia
O município de Mifflin encontra-se localizado nas coordenadas 40° 46′ 26″ N, 82° 21′ 43″ O. Segundo a Departamento do Censo dos Estados Unidos, o município tem uma superfície total de 35.27 km², da qual 31,97 km² correspondem a terra firme e (9,38 %) 3,31 km² é água.

## Demografia
Segundo o censo de 2010, tinha 1.126 habitantes residindo no município de Mifflin. A densidade populacional era de 31,92 hab./km². Dos 1.126 habitantes, o município de Mifflin estava composto pelo 98,22 % brancos, o 0,36 % eram afroamericanos, o 0,27 % eram amerindios, o 0,09 % eram asiáticos, o 0,44 % eram de outras raças e o 0,62 % eram de uma mistura de raças. Do total da população o 0,62 % eram hispanos ou latinos de qualquer raça.